# Tursunoi Saidazimova
Tursunoi Saidazimova (en ruso: Турсуной Саидазимова; Taskent, Imperio ruso, c. 1911 – Bujará, Unión Soviética, 10 de mayo de 1928) fue una de las primeras actrices y cantantes uzbecas y una de las primeras en cantar en el escenario sin velo. Su marido la mató en un crimen de honor poco después de que su carrera comenzara a despegar.

## Biografía
En 1926, conoció al escritor y poeta Hamza Niyazi en Taskent, de quien se hizo amiga y la convenció para que se uniera a una ópera. De 1925 a 1927 estudió teatro en el Estudio Dramático Uzbeko de Moscú donde fue alumna de Niyazi. Desde 1927 hasta su muerte trabajó como actriz en la Unión Estatal de Drama de Uzbekistán, donde introdujo partes de canto en muchas representaciones. Sus compañeras actrices la apodaron «el ruiseñor uzbeko» por su hermosa voz y talento para el canto.
Fue asesinada por su marido tras la presión de su familia por «deshonrarlos» al actuar sin velo en 1928, cuando era sólo una adolescente. Su muerte fue ampliamente lamentada por la comunidad teatral uzbeka; Niyazi leyó el panegírico que escribió en su funeral, lo que provocó que varias personas comenzaran a llorar de luto. Un poema que Niyazi escribió para conmemorar su muerte la llamó mártir de las artes; su asesinato fue recordado incluso casi un siglo después y todavía se hacen esfuerzos para preservar su memoria. A pesar de que su colega Nurjon Iulaxeva sufrió un asesinato en circunstancias similares y se enfrentó a una especie de damnatio memoriae, Saidazimova siguió siendo recordada y su nombre sigue presente en los medios de teatro en lengua uzbeka, en parte debido a la popularidad del poema de Niyazi «Тursunoi Marsiyasi» que explica la historia de su vida como la de un mártir.